# Rheinwassertransportleitung
Die Rheinwassertransportleitung (kurz RWTL) ist eine in Vorbereitung befindliche 45 km lange Pipeline der RWE Power, die zur Flutung der Tagebaue Garzweiler und Hambach dienen soll. Die Rheinwassertransportleitung soll von der Entnahmestelle Dormagen am Rhein bis zu einem Verteilerbauwerk bei Allrath verlaufen und sich dort zu den beiden Tagebauen verzweigen. Der Baubeginn ist für 2025 vorgesehen, die Inbetriebnahme für 2030. Die Befüllung der beiden Tagebauseen soll etwa 40 Jahre dauern. Danach soll die Rheinwassertransportleitung noch weitere 30 Jahre betrieben werden, um die Versickerungsverluste auszugleichen, bis die Seen vollständig aus dem natürlichen Grundwasserstrom gespeist werden.

## Geschichte
Nach Beendigung des Braunkohleabbaus in den Tagebauen Garzweiler und Hambach sind zwei Tagebauseen als Bergbaufolgelandschaft geplant. Der Tagebausee Hambach soll eine Fläche von 3600 ha, eine Tiefe von bis zu 325 m und ein Volumen von 4,3 Mrd. m³ erhalten. Der Tagebausee Garzweiler wird eine Tiefe von bis zu 190 m, eine Fläche von 2180 ha und ein Volumen von 2 Mrd. m³ Wasser haben.
Bereits bei der Genehmigung der Tagebaue Hambach im Jahr 1977 und Garzweiler II im Jahr 1995 wurden die Befüllung des Restsees mit Rheinwasser sowie die Bereitstellung von Ersatz-, Ausgleichs- und Ökowasser mit Rheinwasser nach 2030 als Ziele der Raumordnung festgelegt. 2011 wurde beschlossen, dass die Leitungstrasse und die Entnahmestelle im Braunkohlenplan  des Landes Nordrhein-Westfalen festgelegt werden sollen.
Die Trasse von Dormagen nach Frimmersdorf am Tagebau Garzweiler wurde am 17. Juni 2020 von der Landesregierung Nordrhein-Westfalen im Rahmen des Braunkohlenplans für Maßnahmen im Umfeld des Tagebaus Garzweiler raumordnerisch genehmigt. Dieser sah eine Trassenführung zwischen einem Entnahmebauwerk für Rheinwasser am Rheinufer im Bereich Dormagen-Rheinfeld (Piwipp) bei Rheinstrom-Kilometer 712,6 und dem RWE-Betriebsgelände in Frimmersdorf vor.
Mit Inkrafttreten des Kohleverstromungsbeendigungsgesetzes (KVBG), der Unterzeichnung des öffentlich-rechtlichen Vertrages auf der Grundlage des KVBG sowie der neuen Leitentscheidung der Landesregierung Nordrhein-Westfalen vom 23. März 2021 wurde beschlossen, die Kohleförderung im Tagebau Hambach um das Jahr 2029 zu beenden. Dadurch wurde der Bau einer Rheinwassertransportleitung vom Rhein zum Tagebau Hambach etwa zwei Jahrzehnte früher als bis dahin geplant erforderlich. Es ist daher vorgesehen, den Tagebau Hambach über die gleiche Trasse mit Rheinwasser zu versorgen. Die bisher geplante Trassenführung bis zum Tagebau Garzweiler wurde beibehalten.
Der geänderte Braunkohleplan und damit raumordnerisch die beiden Trassen zu den Tagebauen einschließlich der dazugehörigen Bauwerke wurden am 27. Oktober 2023 festgelegt.
Am 26. Juni 2024 reichte RWE Power bei der Bezirksregierung Arnsberg einen Antrag auf Genehmigung des Rahmenbetriebsplans für Bau und Betrieb der Rheinwassertransportleitung zu den Tagebauen Garzweiler und Hambach einschließlich Rheinwasserentnahme ein.
Im November 2024 kamen die ersten Rohre in Elsdorf an, wo die Bauarbeiten im Frühjahr 2025 beginnen sollten.

## Kritik
Der Bund für Umwelt und Naturschutz Deutschland (BUND), Landesverband Nordrhein-Westfalen, äußert Kritik am Genehmigungsverfahren für die Rheinwassertransportleitung. Bau und Betrieb der Leitung könnten erhebliche negative Auswirkungen auf die Umwelt haben, insbesondere auf die Wasserqualität und die Ökosysteme des Rheins. Der BUND bemängelt zudem die mangelnde Transparenz im Genehmigungsverfahren und kritisiert die unzureichende Beteiligung der Öffentlichkeit. Darüber hinaus wird befürchtet, dass die langfristigen ökologischen und sozialen Folgen des Projekts nicht ausreichend berücksichtigt wurden. Der BUND fordert daher eine umfassendere Prüfung des Projekts und eine stärkere Einbindung der Öffentlichkeit in den Entscheidungsprozess.

## Beschreibung

### Verlauf
Die Rheinwassertransportleitung ist in drei Abschnitte gegliedert:
- Bündelungsleitung, mit einer Länge von 21,8 km zwischen dem Entnahmebauwerk am Rhein und dem Verteilbauwerk Allrath
- Garzweilerleitung, mit einer Länge von 3,9 km zwischen dem Verteilbauwerk Allrath und dem Betriebsgelände Tagebau Garzweiler
- Hambachleitung, mit einer Länge von 18,9 km zwischen dem Verteilbauwerk Allrath und dem Betriebsgelände Tagebau Hambach

#### Bündelungsleitung
Die Bündelungsleitung beginnt in Dormagen-Rheinfeld bei Rheinkilometer 712,6 auf der linken Rheinseite mit einem Entnahmebauwerk. Das Rheinwasser fließt über eine Rechenanlage und drei ca. 400 m lange Freigefälledruckleitungen mit einer Nennweite von 2200 mm (DN 2200) zum Pumpwerk Dormagen-Rheinfeld. Nachdem eine Siebbandanlage weitere Schwebstoffe herausgefiltert hat, fördern bis zu 18 Kreiselpumpen mit einer Förderleistung von bis zu 18 m³/s das Wasser in drei anschließenden Druckrohrleitungen DN 2200 in Richtung Verteilbauwerk Allrath.

#### Garzweilerleitung
Die Garzweilerleitung beginnt am Verteilerbauwerk Allrath und besteht aus zwei Druckrohrleitungen DN 1400. Am Übergabepunkt Frimmersdorf werden die Leitungen an die bestehende Tagebaurandleitung angeschlossen. Sie hat eine Kapazität von 4,2 m³/s.

#### Hambachleitung
Die Hambachleitung beginnt am Verteilerbauwerk Allrath und besteht aus zwei Druckrohrleitungen DN 2200. Am Ende der Hambachleitung wird ein Auslaufbauwerk errichtet, das die drucklose Überleitung des Wassers in den Tagebausee ermöglicht. Die Kapazität beträgt 13,8 m³/s.

### Pumpwerk
Im Pumpwerk Dormagen-Rheinfeld erfolgt die Bedienung der drei Druckrohrleitungen mit einer jeweiligen Förderleistung von ca. 1 m³/s und einer Förderhöhe von rund 110 m. Die Motorleistung der insgesamt 18 Pumpen beträgt 1650 kW. Diese Anordnung wurde gewählt, um eine gestaffelte Steuerung der Förderleistung zu ermöglichen sowie eine ausreichende Redundanz im Falle von Betriebsstörungen oder Instandhaltungsarbeiten gewährleisten zu können.

### Leitungsbau
Die Bündelungsleitung ist für eine Kapazität von bis zu 18 m³/s bei einer Fließgeschwindigkeit von ca. 1,6 m/s, die Garzweilerleitung für 4,2 m³/s bei 1,3 m/s und die Hambachleitung für 13,8 m³/s bei 1,8 m/s ausgelegt. Bei den Rohren der Nennweiten DN 2200 und DN 1400 handelt es sich um spiralnahtgeschweißte Stahlglattrohre. Die Rohre DN 2200 haben eine Wanddicke von 22,5 mm, die Rohre DN 1400 eine Wanddicke von 14,5 mm. Sie sind innen mit Epoxidharz beschichtet und außen mit Polyethylen ummantelt.
Insgesamt werden 9120 Rohre mit einer Länge von acht bzw. zwölf Metern und einem Gewicht von bis zu 15 t benötigt. Die Rohre werden in der Türkei und in Algerien hergestellt und gelangen auf dem Seeweg nach Brake an der Unterweser. Anschließend werden die Rohre von RheinCargo übernommen und auf der Schiene zum Betriebsgelände von RWE Power in Grevenbroich im Rhein-Kreis Neuss transportiert.